# 廣州四大酒家
廣州四大酒家指清末至二次世界大戰間，位於廣州以奢侈和高品質聞名的4間酒家。
- 南園酒家
代表菜為紅燒大網鮑、鴨汁炒飯
- 西園酒家
代表菜為鼎湖上素、羅漢齋麵
- 文園酒家
代表菜為江南百花雞、排骨麵
- 大三元酒家
代表菜為紅燒大裙翅